# Nacogdoches County
Nacogdoches County är ett administrativt område i delstaten Texas, USA, med 64 524 invånare (2010). Den administrativa huvudorten (county seat) är Nacogdoches. 

## Geografi
Enligt United States Census Bureau har countyt en total area på 2 542 km². 2 452 km² av den arean är land och 90 km² är vatten. 

### Angränsande countyn
- Rusk County - norr
- Shelby County - nordost
- San Augustine County - sydost
- Angelina County - söder
- Cherokee County - väster

### Orter
- Appleby
- Nacogdoches (huvudort)